# Simba Invest
Simba Invest este o companie distribuitoare de bunuri de larg consum din România care și-a început activitatea în anul 1997.
În august 2010, compania a avut 23 de puncte de lucru în 22 de județe și peste 6.000 de clienți.
Rezultate financiare: (milioane euro)
| Anul             | 2009  | 2008  | 2007  | 2006 | 2005 | 1998 | 1997 |
| ---------------- | ----- | ----- | ----- | ---- | ---- | ---- | ---- |
| Cifra de afaceri | 135,7 | 122,5 | 116,1 | 62,2 | 44,2 | 1,3  | 0,2  |
| Profit           | 3,9   | 2,2   | 1,1   | 1,1  | 0,7  | -    | -    |

Număr angajați:
| An       | 2010 | 2009 | 2008 | 2007 | 2006 | 2005 |
| -------- | ---- | ---- | ---- | ---- | ---- | ---- |
| angajați | 411  | 329  | 300  | 299  | 226  | 134  |